# Iryna Lishchynska

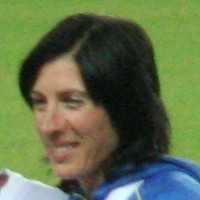
Iryna Lishchynska durant les Championnats du monde 2007.

Iryna Lishchynska (née Nedelenko le 15 janvier 1976) est une athlète ukrainienne, spécialiste du demi-fond. Elle mesure 1,63 m pour 53 kg. Son club est la Fondiaria - SAI Atletica (Italie).

## Palmarès

### Jeux olympiques d'été
- Jeux olympiques de 2008 à Pékin (Chine)
  -  Médaille d'argent sur 1 500 m

### Championnats du monde d'athlétisme
- Championnats du monde 2007 à Osaka ( Japon)
  -  Médaille d'argent sur 1 500 m[1]

### Coupe d'Europe d'athlétisme
- Coupe d'Europe : 2e sur 800 m en 1997 et 1998
- Coupe d'Europe en salle : 1re sur 1 500 m en 2004